# Aelurillus helvenacius
Aelurillus helvenacius là một loài nhện trong họ Salticidae.
Loài này thuộc chi Aelurillus. Aelurillus helvenacius được Dmitri Viktorovich Logunov miêu tả năm 1993.